# Donja Bebrina
Donja Bebrina falu Horvátországban, Bród-Szávamente megyében. Közigazgatásilag Klakar községhez tartozik.

## Fekvése
Bród központjától 15 km-re délkeletre, községközpontjától 4 km-re keletre, Szlavónia középső részén, a Szávamenti-síkságon, a Száva bal partján, a folyó nagy kanyarulatában fekszik.

## Története
Donja Bebrinától másfél kilométerre északkeletre a „Paljevine” nevű helyen a vaskorban a kelták mezővárosi jellegű megerősített települése állt. A várhely kör, vagy ellipszoid alaprajzú volt, de egyik oldalát a Száva mára elmosta. Ma is látható földsáncai 3 méter szélesek és 80 centiméter magasak. Kerültek itt elő durván megmunkált kerámiák és fazekaskorongon készített finomabb kidolgozásúak is, továbbá üvegkarkötők darabjai domború és kobaltkék üvegből, fehér és sárga berakásokkal díszítve. Mindezek a térség kelta településeinek tipikus leletei.
Bebrina települést 1422-ben említik először „Villa Bebrene” alakban a boszniai püspökség és Treutel család birtokának határleírásában. A boszniai püspökség birtoka volt, Valkó megyéhez tartozott. A középkori Bebrina helye pontosan nem ismert, de inkább a mai Gornja Bebrina területére tehető, ahol több középkori régészeti lelőhely is található. A török 1536-ban szállta meg ezt a vidéket és 150 évig török uralom alatt állt. A mai Donja Bebrinának a török uralom idején is volt lakossága, de ekkor Gredának hívták. A Donja Bebrina nevet csak a felszabadítás után kapta a katonai hatóságok döntése alapján. 1698-ban „Dolnya Bebrina” néven hajdútelepülésként, 23 portával szerepel a török uralom alól felszabadított szlavóniai települések kamarai összeírásában. A katonai közigazgatás megszervezése után bródi határőrezredhez tartozott. Az egyházi vizitáció jelentése szerint 1730-ban 20 ház és egy fakápolna állt a településen, ahol a bródi ferences atyák szolgáltak. 1746-ban 31 háza volt 254 lakossal. 1760-ban a faluban 84 ház állt, melyekben 106 család élt 548 katolikus lakossal. Az első iskola 1830-ban nyílt meg a településen. A Szentlélek kápolnát 1887-ben építették.
Az első katonai felmérés térképén „Donia Bebrina” néven található. Lipszky János 1808-ban Budán kiadott repertóriumában „Bebrina (Dolnja)” néven szerepel. Nagy Lajos 1829-ben kiadott művében „Bebrina (Dolna)” néven 160 házzal, 826 katolikus vallású lakossal találjuk. Különösen jelentős lakosságnövekedés volt 1846 és 1861 között, amikor Boszniából, Dalmáciából és Likából katolikus horvátok települtek be. A katonai közigazgatás megszüntetése után 1871-ben Pozsega vármegyéhez csatolták.
A településnek 1857-ben 810, 1910-ben 849 lakosa volt. Pozsega vármegye Bródi járásának része volt. Az 1910-es népszámlálás adatai szerint lakosságának 98%-a horvát anyanyelvű volt. Az első világháború után 1918-ban az új szerb-horvát-szlovén állam, majd később (1929-ben) Jugoszlávia része lett. 1991-től a független Horvátországhoz tartozik. 1991-ben lakosságának 98%-a horvát nemzetiségű volt. 2011-ben a településnek 425 lakosa volt.

## Lakossága
| Lakosság változása | Lakosság változása | Lakosság változása | Lakosság változása | Lakosság változása | Lakosság változása | Lakosság változása | Lakosság változása | Lakosság változása | Lakosság változása | Lakosság változása | Lakosság változása | Lakosság változása | Lakosság változása | Lakosság változása | Lakosság változása |
| ------------------ | ------------------ | ------------------ | ------------------ | ------------------ | ------------------ | ------------------ | ------------------ | ------------------ | ------------------ | ------------------ | ------------------ | ------------------ | ------------------ | ------------------ | ------------------ |
| 1857               | 1869               | 1880               | 1890               | 1900               | 1910               | 1921               | 1931               | 1948               | 1953               | 1961               | 1971               | 1981               | 1991               | 2001               | 2011               |
| 810                | 829                | 761                | 814                | 833                | 849                | 722                | 693                | 627                | 669                | 627                | 545                | 459                | 483                | 469                | 425                |

## Gazdaság
Lakossága elsősorban a közeli Bródban dolgozik, kisebb részük pedig mezőgazdasággal, állattartással foglalkozik.

## Nevezetességei
A Szentlélek tiszteletére szentelt kápolnáját 1887-ben építették. A klakari Szent Jakab plébánia filiája.
Az Anaković család hagyományos lakóháza a település 20. század első fele népi építészetének kifejeződése. Az épületet Ivan Anaković emelte 1931 és 1932 között, amit az épület utcai homlokzatán lévő vakolatban látható felirat is megerősít. A homlokzatban és annak gazdag díszítésében leginkább a szecessziós stílusjegyek fejeződnek ki.

## Kultúra
A KUD „Kolo” a település kulturális és művészeti egyesülete, melyet 1938-ban alapítottak.

## Oktatás
A település első iskoláját 1830-ban a katonai igazgatás hozta létre. Az iskola kezdetben egyosztályos volt, később kétosztályosra változott, majd a 20. század elején az oktatás már négyosztályosra bővült. Az iskolának egy tanítója volt, ezért két osztály reggel, kettő pedig délután járt. Az iskola látogatása során probléma volt, hogy a gyerekek házimunkát is végeztek, sokszor a mezőn dolgoztak. Az 1930-as évek során az iskolaépületben egy tanítói lakás is volt, 2 szobával és konyhával, valamint néhány melléképülettel. Noha 1931-ben a Jugoszláv Királyság Oktatási Minisztériuma rendeletére nyolcosztályos oktatást vezettek be, ezt az iskolát mentesítették ez alól és továbbra is négyosztályos iskolaként működött. A második világháború alatt olyan előkészítő osztályokat vezettek be, amelyekbe óvodáskorú gyermekek jártak. Ebben az időszakban tanulók száma is jelentősen megnőtt, mert Bosznia-Hercegovinából sok menekült élt a faluban. Az 1947/48-as tanévben bevezették a hatosztályos, 1956/57-ben pedig a nyolcosztályos oktatást, de az 5. évfolyamtól a diákok Klakaron tanultak. A bebrinai iskola 1961-ig volt független, amikor a bródi Vlagyimir Nazor általános iskolához csatolták. Időközben 1968-ban megszüntették a klakari nyolcosztályos iskolát is és azóta az 5. osztálytól a diákok Bródra járnak. Az osztályokat 1966-ig egy tanító oktatta, ekkor még egy tanárt kaptak, de 1980-tól a diákok kis száma miatt ismét egy tanító oktatta a két osztályt. 1990 után a gyermekek száma ismét nőtt és két tanárt foglalkoztathattak az iskolában, amely továbbra is regionális iskolaként működik.

## Sport
Az NK Mladost Donja Bebrina labdarúgóklub a megyei 2. liga keleti csoportjában szerepel.